# Christian Watson
Christian Justus Watson (geboren am 12. Mai 1999 in Phoenix, Arizona) ist ein US-amerikanischer American-Football-Spieler auf der Position des Wide Receivers. Er spielte College Football für die North Dakota State University und wurde im NFL Draft 2022 in der zweiten Runde von den Green Bay Packers ausgewählt.

## College
Watson wurde in Phoenix, Arizona, geboren, besuchte die Henry B. Plant High School in Tampa, Florida, und spielte dort Football. Er galt zunächst als zu klein, schmächtig und langsam, kam erst ab seinem dritten Highschooljahr für das Footballteam zum Einsatz und sah erst im vierten und letzten Jahr dank eines Wachstumsschubes nennenswerte Einsatzzeit. Watson erhielt daher wenig Beachtung von großen College-Football-Programmen und ging daher ab 2017 auf die North Dakota State University, an der er College Football für die North Dakota State Bison in der zweitklassigen NCAA Division I Championship Subdivision (FCS) spielte. Nach einem Redshirtjahr und einem Jahr vorwiegend als Ergänzungsspieler war Watson drei Jahre lang Stammspieler bei den Bison. Er gewann mit North Dakota State in vier von fünf Jahren die Meisterschaft in der FCS, wurde zweimal in das All-Star-Team der Missouri Valley Football Conference (MVFC) gewählt und war zweimal All-American in der FCS. Watson fing am College in einer lauflastigen Offense insgesamt 105 Pässe für 2140 Yards und 14 Touchdowns. Zudem wurde er als Kick Returner eingesetzt.

## NFL
Watson wurde im NFL Draft 2022 in der zweiten Runde an 34. Stelle von den Green Bay Packers ausgewählt. Dabei gaben die Packers den 53. und den 59. Pick an den Divisionrivalen Minnesota Vikings ab, um 19 Plätze nach vorne zu rücken. Infolge der Abgänge von Davante Adams und Marquez Valdes-Scantling waren die Packers auf der Wide-Receiver-Position dünn besetzt. Vor Saisonbeginn unterzog Watson sich einer Operation am Knie, aufgrund derer er einen Großteil der Saisonvorbereitung verpasste.
Bei seinem NFL-Debüt gegen die Minnesota Vikings in Woche 1 stand Watson in der Startaufstellung von Green Bay. Beim ersten offensiven Spielzug der Packers und somit seiner ersten Aktion in der Liga konnte er sich auf einer tiefen Route freilaufen und wurde angespielt, ließ aber den Ball fallen und vergab damit einen möglichen Touchdown über 75 Yards. Anschließend fing er im weiteren Spielverlauf zwei Pässe für 34 Yards und absolvierte einen Lauf für sieben Yards. In den folgenden Wochen blieb Watson meist unauffällig, zudem verpasste er drei Spiele verletzungsbedingt, aufgrund einer Oberschenkelverletzung verpasste er den dritten sowie den sechsten und den siebten Spieltag. Gegen die New England Patriots gelang im in Woche 4 mit einem Lauf über 15 Yards sein erster Touchdown in der Liga. Am zehnten Spieltag machte Watson beim 31:28 nach Overtime gegen die Dallas Cowboys auf sich aufmerksam, als er nach zwei fallengelassenen Pässen zu Beginn des Spiels insgesamt vier Pässe für 107 Yards und drei Touchdowns fing. Im folgenden Spiel gegen die Tennessee Titans gelangen ihm zwei weitere Touchdowns, er verzeichnete vier gefangene Pässe für 48 Yards. Insgesamt verzeichnete Watson in seiner ersten NFL-Saison 41 gefangene Pässe für 611 Yards und sieben Touchdowns, zudem konnte er zwei weitere Touchdowns erlaufen.
In der Saison 2023 hatte Watson mit Verletzungen zu kämpfen und verpasste die ersten drei sowie die letzten fünf Spiele der Saison wegen Oberschenkelverletzungen. Er fing in seinem zweiten NFL-Jahr 28 Pässe für 422 Yards und fünf Touchdowns.

### NFL-Statistiken
| 2022                               | GB    | 14 | 11 | 41 | 611   | 14,9 | 63 | 7  | 0 | 0 |
| 2023                               | GB    | 9  | 9  | 28 | 422   | 15,1 | 77 | 5  | 0 | 0 |
| 2024                               | GB    | 15 | 15 | 29 | 620   | 21,4 | 60 | 2  | 0 | 0 |
| Total                              | Total | 38 | 35 | 98 | 1.653 | 16,9 | 77 | 14 | 0 | 0 |
| Quelle: pro-football-reference.com |       |    |    |    |       |      |    |    |   |   |

## Spielstil
Watson Stärke sind seine Athletik und seine hohe Geschwindigkeit, so glänzte er beim NFL Combine mit einer für seine Größe und sein Gewicht sehr schnellen Zeit von 4,36 Sekunden im 40 Yard Dash, die größte Schwäche in seinem Spiel sind verhältnismäßig häufig vorkommende Drops, d. h. fangbare Pässe, die er fallen lässt.

## Persönliches
Sein Vater Tim Watson spielte fünf Jahre lang in der NFL als Safety. Er wurde im NFL Draft 1993 ebenfalls von den Packers ausgewählt und spielte anschließend auch für die Philadelphia Eagles, die Kansas City Chiefs, und die New York Giants. Christians älterer Bruder Tré Watson (* 1996) spielt als Linebacker und absolvierte die Saisonvorbereitung 2019 bei den Miami Dolphins, später spielte er für die Dallas Renegades in der XFL und anschließend in der Canadian Football League (CFL) für die Montreal Alouettes und die Edmonton Elks.